# Flügelscheide
Als Flügelscheiden, manchmal auch als Hinterflügelscheiden, werden die taschenförmigen Strukturen am Thorax von Larven hemimetaboler Insekten benannt, in denen sich die Flügel entwickeln. Sie dienen insbesondere dem Schutz der sich entwickelnden, häutigen Flügel.
Die in der Larvalentwicklung bereits früh vorhandenen Flügelanlagen wachsen in den aufeinanderfolgenden Häutungen und werden in den Flügelscheiden stark gefaltet. Die ausgewachsenen Flügel werden bei der Imaginalhäutung (der Häutung des letzten Larvenstadiums zur Imago) aus den Flügelscheiden gezogen. Bei den holometabolen Insekten werden die Flügel dagegen erst während der Puppenruhe angelegt, die Larven besitzen entsprechend keine Flügelscheiden.

## Belege
1. 1 2  Gerhard Seifert: Entomologisches Praktikum. Georg Thieme Verlag, Stuttgart 1975; S. 217, ISBN 3-13-4550-02-4.